# Pedro Severien
Pedro Loureiro Severien (Recife, 1978) é um diretor, roteirista e produtor cinematográfico brasileiro.

## Biografia
Pedro Loureiro Severien nasceu na cidade do Recife, capital do estado brasileiro de Pernambuco, no ano de 1978. Possui mestrado em Produção de Cinema e Televisão pela Universidade de Bristol na Inglaterra, mestrado em Comunicação pela Universidade Federal de Pernambuco e graduação em Jornalismo pela Universidade Católica de Pernambuco.

## Filmografia

### Diretor
- 2015: Todas as Cores da Noite - longa-metragem
- 2014: Loja de Répteis - curta-metragem
- 2013: Rodolfo Mesquita e as monstruosas máscaras de alegria e felicidade - curta-metragem
- 2012: Canção para minha irmã - curta-metragem
- 2008: Carnaval Inesquecível - curta-metragem

### Produtor
- 2013: Sobre Minha Melhor Amiga (de Luiz Otávio Pereira) - curta-metragem
- 2012: Boa Sorte, Meu Amor (de Daniel Aragão) - longa-metragem